# Edelfrei
Als edelfrei (Edelfreie oder Edelinge) wurden zunächst diejenigen germanischen Adeligen bezeichnet, die sich von den anderen Freien durch die Zahlung des dreifachen Wergeldes unterschieden. Aus den Edelfreien entwickelten sich im Laufe des 12. Jahrhunderts im Heiligen Römischen Reich die Dynastengeschlechter.

## Geschichte
Als „edelfrei“ (Edelfreie oder Edelinge) wurden ursprünglich diejenigen Grundbesitzer bezeichnet, die sich von anderen Freien (Bauern oder Großbauern) dadurch unterschieden, dass sie das dreifache Wergeld zu zahlen hatten (siehe die Wergeldtarife im Sachsenspiegel).
Im Mittelalter bedeutete edel- oder hochfrei, dass eine Person von dynastischer Herkunft war. Die Edelfreien waren ein landrechtlicher Stand und hatten ihren Adel nicht aufgrund eines Dienst- oder Lehnsverhältnisses. Sie waren also keinen anderen Dynastien untergeordnet (abgesehen vom König bzw. Kaiser) und unterstanden mit ihrem Allod (Eigengut) keinem Lehnsherrn. Nach dem Verfall der alten Gauverfassung im 11. Jahrhundert galten ihre Territorien als reichsfrei, königsfrei oder reichsunmittelbar.
Sie bildeten eine Mittelstufe zwischen den Besitzern wirklicher alter Gaugrafschaften und den bloß ritterbürtigen Mittelfreien. Ihre Titel waren oft nur Herr, gelegentlich Freiherr (im ursprünglichen Sinne des Titels), im Spätmittelalter oder in der frühen Neuzeit erlangten viele von ihnen den Grafenstand. Im Sachsenspiegel und im Schwabenspiegel werden sie als Semperfreie bzw. Schöffenbarfreie bezeichnet, deren Gerichtsstand nicht das Schöffengericht der vom König eingesetzten Grafen, sondern das geistliche Sendgericht der Bischöfe war. Sie waren damit dem fürstenmäßigen hohen Adel gleichgestellt, im Gegensatz zum in seinen Ursprüngen meist unfreien Dienstadel, den sogenannten Ministerialen.
Viele edelfreie Geschlechter unterwarfen sich im Laufe des Hochmittelalters mächtigeren Feudalherren; für diese Familien ist in der wissenschaftlichen Literatur der Terminus „ursprünglich edelfrei“ üblich. Diese Unterwerfung geschah nicht immer nur unter Zwang. Viele Lehnsträger erreichten hohe Stellungen am Hof ihrer Lehnsherren, und die Dienstmannschaft war oft sehr lukrativ. Besonders zur Zeit des Territorialausbaues und durch das Aufkommen der Geldwirtschaft waren viele Edelfreie auf den Schutz und die Unterstützung eines mächtigeren weltlichen oder geistlichen Lehnsherrn angewiesen. Auch umgekehrt bestand ein Abhängigkeitsverhältnis insofern, als größere Territorien nur mit Hilfe loyaler Dienstleute gesichert und verwaltet werden konnten.
Die Zahl der edelfreien Familien war begrenzt und viele starben früh aus. Es entstand nun rasch eine neue Gesellschaftsschicht, die Ministerialen. Diesen – ihrer Herkunft nach meist unfreien – Emporkömmlingen gelang innerhalb eines Jahrhunderts der Aufstieg in den niederen Adel. Die Unterschiede zu den alten edelfreien Geschlechtern begannen sich zunehmend zu verwischen, bald hatten manche Ministerialen weitaus größere Lehngüterkomplexe angehäuft als die ursprünglichen Allodialbesitze der Edelfreien; wollten diese ihren Besitz vergrößern, mussten sie ebenfalls Lehen annehmen und sich damit in Vasallendienst begeben. Heiraten zwischen beiden Ständen nahmen zu. Bei vielen ursprünglich edelfreien Adelsfamilien fehlen allerdings zuverlässige Beweise ihrer dynastischen Herkunft. Zeugenlisten geben oft Anhaltspunkte und erlauben Rückschlüsse, da die Edelfreien stets vor den Ministerialen aufgeführt wurden.
Die Reichsministerialen, die ihre Lehen unmittelbar vom deutschen König bzw. Kaiser erhielten, setzten sich teils aus Edelfreien, teils aus ursprünglich Unfreien zusammen; viele von ihnen bildeten durch Belehnung und Erbschaft größer werdende reichsunmittelbare Territorien aus. Den Hohen Adel im neuzeitlichen Sinne bildeten ab 1495 diejenigen reichsunmittelbar gebliebenen Geschlechter, denen es gelang, Sitz und Stimme im Reichstag und damit die Reichsstandschaft zu erhalten. Manche Edelfreie, die zwar nicht die Reichsstandschaft erlangten, sondern lehnsabhängig geworden waren, bauten sich dennoch Herrschaftsbereiche auf, in denen sie gewisse landesherrliche Rechte wahrnahmen (wie etwa die Gans zu Putlitz oder die Edlen von Plotho als Lehnsnehmer der Havelberger Bischöfe in der Prignitz).
Der Begriff Uradel darf nicht mit dem Begriff edelfrei verwechselt werden, denn er ist wesentlich weiter gefasst: Alle Geschlechter, die nachweislich spätestens um 1400 dem ritterbürtigen Adel (egal ob ursprünglich Edelfreie oder Ministeriale) angehört hatten, werden heute als Uradel bezeichnet.